# Saison 2012 des Pirates de Pittsburgh
La saison 2012 des Pirates de Pittsburgh est la 131e saison de cette franchise et sa 126e en Ligue majeure de baseball.
Les Pirates terminent quatrième sur six équipes dans la division Centrale de la Ligue nationale avec 79 victoires et 83 défaites. Il s'agit de leur meilleur résultat depuis 1997, mais ils améliorent tout de même leur triste record du sport professionnel nord-américain avec une 20e saison perdante consécutive,. L'équipe passe 22 jours au premier rang de sa division, perdant cette place le 19 juillet, et les espoirs sont grands de voir enfin la franchise obtenir un résultat gagnant, voire de participer aux séries éliminatoires. Toutefois, ils perdent 39 parties sur 59 après le 1er août et tombent sous la barre de, 500 (plus de défaites que de victoires) le 20 septembre, à 13 jours de la fin de la saison.

## Contexte
Les Pirates de Pittsburgh entreprennent 2012 en espérant mettre fin à la pire séquence de l'histoire du baseball : 19 saisons perdantes consécutives. La saison précédente a laissé entrevoir une lueur d'espoir puisque le 15 juillet 2011 l'équipe est en première place de la division Centrale de la Ligue nationale et c'est la première fois depuis 1997 qu'elle occupe le premier rang aussi tardivement dans une saison. Le vent tourne, cependant, et l'équipe perd 22 parties sur 30 au mois d'août. Les Pirates terminent l'année en 4e place sur 6 équipes dans leur division avec une autre fiche victoires-défaites perdante (72-90), mais tout de même 15 matchs gagnés de plus que l'année précédente.

## Intersaison
Le 10 novembre 2011, le receveur Rod Barajas, qui est agent libre, signe un contrat d'un an et une année d'option avec les Pirates. Trois receveurs réservistes quittent les Pirates : Ryan Doumit signe avec Minnesota, Chris Snyder avec Houston et Matt Pagnozzi, qui n'a disputé que 5 parties à Pittsburgh, rejoint Cleveland.
Après une saison chez les Astros de Houston, l'ancien joueur d'avant-champ des Rockies du Colorado, Clint Barmes, signe un contrat de deux ans avec Pittsburgh.
Le 30 novembre, Nick Evans, en provenance des Mets de New York, signe avec les Pirates un contrat des ligues mineures. Un autre ancien des Mets, le lanceur de relève droitier Ryota Igarashi, signe avec les Pirates le 20 décembre mais il est échangé aux Blue Jays de Toronto vers la fin du camp d'entraînement.

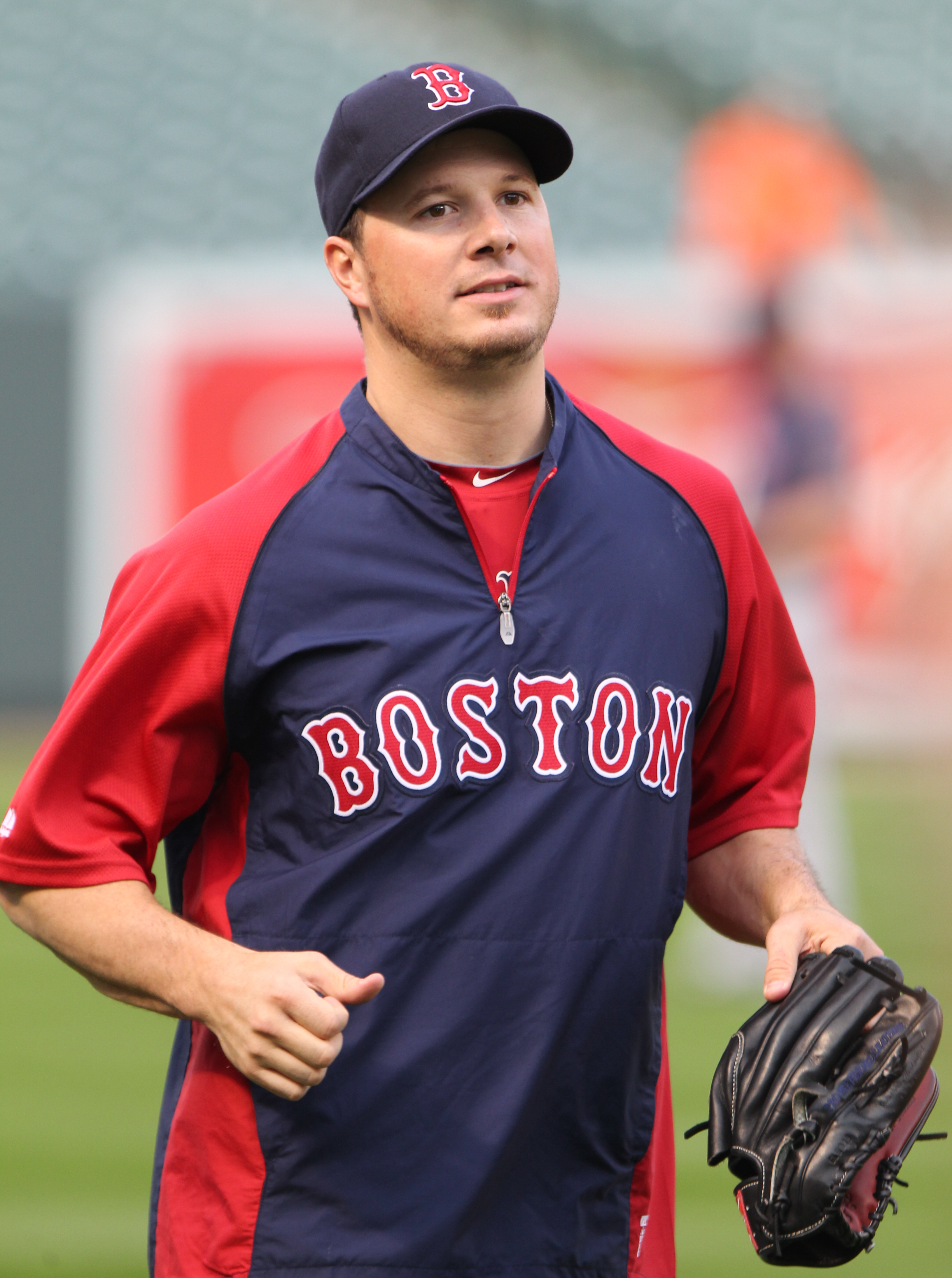
Érik Bédard se joint aux Pirates après avoir joué pour Boston en 2011.

Le 7 décembre : le voltigeur Nate McLouth, que les Pirates avaient échangé aux Braves d'Atlanta en 2009, revient à Pittsburgh avec un contrat d'un an. Le receveur José Morales signe un contrat des ligues mineures. Le même jour, les Pirates annoncent la mise sous contrat à raison de 4,5 millions de dollars pour une saison du lanceur partant gaucher Érik Bédard, qui a effectué en 2011 un retour au jeu après plusieurs saisons marquées par des blessures.
Le 12 décembre, les Pirates font l'acquisition du joueur de troisième but Casey McGehee en cédant aux Brewers de Milwaukee le lanceur de relève droitier Jose Veras.
Le 20 décembre, le premier but Jeff Clement accepte une nouvelle offre des Pirates après avoir passé 2011 en ligues mineures.
Le lanceur gaucher Jo-Jo Reyes rejoint les Pirates le 4 janvier 2012, le droitier Doug Slaten le 17 janvier et le gaucher Brian Tallet le 3 février. Le droitier Daniel Cabrera est ajouté durant le camp d'entraînement.
Le 19 février 2012, le lanceur partant droitier A. J. Burnett est acquis des Yankees de New York en retour de deux joueurs des ligues mineures : le lanceur de relève droitier Diego Moreno et le voltigeur Exicardo Cayones. Les Yankees s'engagent à payer à la place des Pirates 20 des 33 millions de dollars US promis au lanceur pour les deux saisons restant à son contrat. Mais le séjour de Burnett chez les Pirates commence mal : dans un des premiers entraînements de l'équipe, il est atteint à l'œil droit par une balle alors qu'il pratique des amortis. Il subit une fracture de l'os orbital et se retrouve sur la touche pour 8 à 12 semaines.
Le lanceur de relève droitier Tim Wood revient chez les Pirates via un contrat des ligues mineures.
Les agents libres Xavier Paul et Ross Ohlendorf quittent Pittsburgh pour se retrouver chez les Dodgers de Los Angeles et les Red Sox de Boston, respectivement,. L'arrêt-court Ronny Cedeño rejoint les Mets après trois années chez les Pirates. Le lanceur gaucher Garrett Olson, qui n'a joué que 4 parties pour les Pirates en un an, se retrouve lui aussi chez les Mets. On laisse partir le lanceur gaucher Paul Maholm, qui évolue à Pittsburgh depuis 2005, chez les Cubs de Chicago. Le voltigeur Ryan Ludwick, acquis de San Diego en cours de saison 2011, rejoint les Reds de Cincinnati
Le voltigeur étoile des Pirates Andrew McCutchen signe en mars une prolongation de contrat de 6 saisons pour 51,5 millions de dollars avec les Pirates.

## Calendrier pré-saison
L'entraînement de printemps des Pirates s'ouvre en février et le calendrier de matchs préparatoires précédant la saison s'étend du 3 mars au 3 avril 2012.

## Saison régulière
La saison régulière des Pirates se déroule du 5 avril au 3 octobre 2012 et prévoit 162 parties. Elle débute à domicile par la visite des Phillies de Philadelphie.

### Juillet
- 2 juillet : Andrew McCutchen est élu meilleur joueur du mois de juin dans la Ligue nationale[36].
- 24 juillet : Les Pirates obtiennent le lanceur gaucher Wandy Rodríguez des Astros de Houston en retour des lanceurs droitiers Rudy Owens et Colton Cain et du voltigeur Robbie Grossman, tous trois joueurs des ligues mineures[37].
- 31 juillet : À la date limite des transactions dans le baseball majeur, les Pirates transfèrent le lanceur Brad Lincoln aux Blue Jays de Toronto pour le voltigeur Travis Snider[38], leur joueur de premier but Casey McGehee aux Yankees de New York pour le releveur Chad Qualls[39], et obtiennent le premier but Gaby Sanchez et le lanceur droitier des ligues mineures Kyle Kaminska des Marlins de Miami en retour du voltigeur Gorkys Hernandez[40].
- 31 juillet : A. J. Burnett lance un match complet d'un coup sûr dans une victoire de 5-0 des Pirates sur les Cubs à Chicago. Il perd un match sans point ni coup sûr face à Adrian Cardenas après deux retraits en huitième manche[41].

### Août
- 2 août : Andrew McCutchen est nommé joueur par excellence du mois de juillet dans la Ligue nationale et est le premier Pirate à recevoir l'honneur deux mois de suite depuis Bobby Bonilla en avril et mai 1988[42].
- 19 août : À Saint-Louis, les Cardinals de Saint-Louis et les Pirates disputent le plus long match de la saison 2012. Pittsburgh l'emporte 6-3 après 19 manches jouées en 6 heures et 7 minutes[43].

### Septembre
- 30 septembre : Les Pirates s'inclinent à domicile devant les Reds de Cincinnati, encaissant leur 82e défaite de la saison 2012. Les Pirates, qui jouaient 16 matchs au-dessus de la moyenne de, 500 (63 victoires, 47 défaites) le 8 août[4], sont donc assurés d'une saison perdante pour une 20e année consécutive, un triste record du sport professionnel nord-américain[44].

### Classement
| Ligue nationale (Division Centrale) | V  | D   | %    | Diff. |
| ----------------------------------- | -- | --- | ---- | ----- |
| Reds de Cincinnati                  | 97 | 65  | ,599 | -     |
| Cardinals de Saint-Louis            | 88 | 74  | ,543 | 9     |
| Brewers de Milwaukee                | 83 | 79  | ,512 | 14    |
| Pirates de Pittsburgh               | 79 | 83  | ,488 | 18    |
| Cubs de Chicago                     | 61 | 101 | ,377 | 36    |
| Astros de Houston                   | 55 | 107 | ,340 | 42    |

## Affiliations en ligues mineures
| Niveau            | Équipe                    | Ligue                    |
| ----------------- | ------------------------- | ------------------------ |
| AAA               | Indians d'Indianapolis    | Ligue internationale     |
| AA                | Altoona Curve             | Eastern League           |
| A-Advanced        | Bradenton Marauders       | Florida State League     |
| A                 | West Virginia Power       | South Atlantic League    |
| A (saison courte) | State College Spikes      | New York - Penn League   |
| Ligue des recrues | Gulf Coast League Pirates | Gulf Coast League        |
| Ligue des recrues | DSL Pirates               | Dominican Summer League  |
| Ligue des recrues | Venezuelan Summer Pirates | Venezuelan Summer League |